# نورتون ۳۶۰
نورتون۳۶۰ که توسط سیمنتک توسعه یافته، یک مجموعه امنیتی "همه در یک" برای بازار مشتریها است.
اولین بار در سال ۲۰۰۷ منتشر شد، اما در سال ۲۰۱۴ به اتمام رسید. ویژگی های آن به جانشین آن، امنیت نورتون منتقل شد.
در سال 2019، سیمنتک، تحت نام جدید شرکت خودنورتون لایف لاک، شروع به تبلیغ "نورتون ۳۶۰ جدید " به عنوان جانشین محصول امنیت نورتون کرد.

## تاریخچه نسخه

### پروژه پیدایش
سیمنتک پروژه جنسیس را در ۷ فوریه ۲۰۰۶ معرفی کرد. جنسیس با استفاده از ابزارهای بک آپ گیری فایل و بهینه‌سازی عملکرد با قابلیت‌های آنتی ویروس و فایروال، از سایر محصولات امنیتی مشتریها سیمنتک متفاوت میشد. سازگاری با ویندوز ویستا یکی از جنبه های اصلی  جنسیس بود. جنسیس قرار بود در ماه سپتامبر اکران شود. در می ۲۰۰۵، مایکروسافت Windows Live OneCare را معرفی کرد، یک مجموعه امنیتی با عملکردهای مشابه، که قرار بود در سال 2006 منتشر شود.
جنسیس در ۳۱ می ۲۰۰۶ به نورتون ۳۶۰ نامش تغییر کرد و مجموعه ویژگی‌های آن - عملکردهای مشابه نورتون اینترنت سکیوریتی را قرار بود داشته باشد  - با بک آپ ، ابزارهای عملکردی، حفاظت از فیشینگ و اکتشافات بی‌درنگ تأیید شد. یک آزمایش بتا عمومی برای تابستان ۲۰۰۶ برنامه ریزی شده بود. تاریخ انتشار نهایی در پایان سال 2006 قرار داده شده بود . در همان روز، مک آفی فالکون را معرفی کرد، یک مجموعه امنیتی با عملکردهای مشابه نورتون ۳۶۰ و OneCare.  و  آن تاریخ ها عقب افتاند. OneCare در تابستان ۲۰۰۶ در حالی که فالکون وارد آزمایش عمومی بتا شد راه اندازی شد.
برخی نورتون ۳۶۰ را پاسخی به نرم افزار آنتی ویروس مایکروسافت، OneCare، در نظر میگرفتند. با این حال، با انتشار OneCare برخی سیمنتک را اینطوری در نظر میگرفتند که از رقبای خود عقب افتاده . مارک برگمن، معاون سیمنتک، ادعا کرد که نورتون۳۶۰ که در اینده می آید  قابل مقایسه با OneCare نیست و اظهار داشت: "ما به نوعی تصور اشتباهی را در بازار ایجاد کردیم که Windows Live OneCare از مایکروسافت در بازار وجود دارد، فالکون از مک آفی در بازار وجود دارد ولی چیزی از سیمنتک در بازار وجود ندارد. " 
اولین نسخه بتای عمومی در نوامبر ۲۰۰۶ ارائه شد که با ویندوز XP سازگار بود.در نتیجه بتای دوم در ۲۰ دسامبر ۲۰۰۶منتشر شد و سازگاری با ویندوز ویستا بیلد ۶۰۰۰ را اضافه کرد. پس از اینکه ۱۰۰۰۰۰ نفر نرم افزار را آزمایش کردند، سیمنتک در فوریه ۲۰۰۷ توزیع را بین خرده فروشان شروع کرد.

### نسخه ۱.۰

باکس آرت نورتون ۳۶۰ نسخه ۱.۰

نسخه ۱.۰ در ۲۶ فوریه ۲۰۰۷ منتشر شد. این نسخه اولین محصول سیمنتک بود که از سونار برای شناسایی ویروس های روز صفر استفاده کرد. برنامه ها را برای رفتارهای مخرب بررسی میکرد و در صورت نیاز عمل میکرد . بک آپ گیری و قابلیت بازگردانی کاربران را مجاز میکرد تا بک آپ فایل ها را به صورت آنلاین یا روی هارد دیسک ، سی دی یا دی وی دی داشته باشند . ابزارهای بهینه‌سازی عملکرد به کاربران اجازه می‌داد تاریخچه مرورگر وب و فایل‌های موقت را پاک کنند. یکپارچه سازی دیسک به عنوان بخشی از ابزارهای بهینه سازی بود. حفاظت از فیشینگ با اینترنت اکسپلورر انجام می شد و به کاربران در مورد سایت های جعلی هشدار می داد.
در ویندوز XP، یک پردازنده ۳۰۰ مگاهرتز ، ۲۵۶ مگابایت رم و ۳۰۰ مگابایت فضای هارد دیسک نیاز است. در ویستا، یک ۸۰۰پردازنده مگاهرتز، ۵۱۲ مگابایت رم و ۳۰۰ مگابایت فضای هارد دیسک نیاز است.
بررسی‌ها انجام شده نشان دهنده استفاده کم از نورتون ۳۶۰  نسبت به  نورتون اینترنت سکیوریتی۲۰۰۷ و حفاظت از فیشینگ است.  پی سی مگزین متوجه شد که ویژگی محافظت از فیشینگ مؤثرتر از بلاک کردن دسترسی به سایت‌های کلاهبردار  در اینترنت اکسپلورر۷ و فایرفاکس۲  است. با این حال، کسانی که بررسی کردند به عدم کنترل دستی برای کاربران پیشرفته تاکیید داشتند  . سی نت به کمبود حفاظت از فیشینگ برای مرورگرهای دیگر به غیر از اینترنت اکسپلورر همچون موزیلا فایرفاکس اشاره کرد. سی نت همچنین به کمبود ابزارهای شبکه بی سیم تاکییدکرد ، مانند فرستادن نوتیف به کاربران در صورت پیوستن شخصی ناخوانده به شبکه یا کمک به رمزگذاری سیگنال های بی سیم. مجله PC از فیلتر ضد هرزنامه(آنتی اسپم) نسخه ۱.۰ انتقاد کرد و دریافت که تنها نیمی از ایمیل های هرزنامه(اسپم) را بلاک می کند و با 5 درصد نرخ مثبت کاذب است.

### نسخه ۲.۰
نسخه ۲.۰ در ۳ مارس ۲۰۰۸ منتشر شد. ویژگی بک آپ گیری از این بعد میتوانست داده ها را روی دیسک های بلوری و اچ دی دی وی دی ذخیره کند. هنگام بک آپ گیری به صورت آنلاین از فایل ها ، کاربر می توانست میزان پهنای باند استفاده شده توسط نورتون را کنترل کند. یک پاک کننده رجیستری با ابزارهای عملکردی به کاربر اجازه می داد ورودی های نامعتبر را حذف کند. حفاظت از فیشینگ برای فایرفاکس اضافه شد. مکمل محافظت از فیشینگ، Norton Identity Safe است که اطلاعات ورود به وب‌سایت‌ها را ذخیره می‌کرد. نقشه شبکه به کاربران این اجازه را می داد که وضعیت سایربرنامه های نصب شده نورتون را در رایانه های تحت شبکه مشاهده کنند و اطلاعات پایه ای هر رایانه را مشاهده کنند. در این نسخه سیستم مورد نیاز مانند نسخه ۱.۰  باقی ماند.
مجله PC فیلتر هرزنامه(اسپم) را نادرست و با نرخ مثبت کاذب ۲۵  درصد یافت. سی نت هنگام نصب نسخه ۲.۰ بر روی ماشین های قدیمی به یه سری مشکلات برخورد کرد .

### نسخه ۳.۰

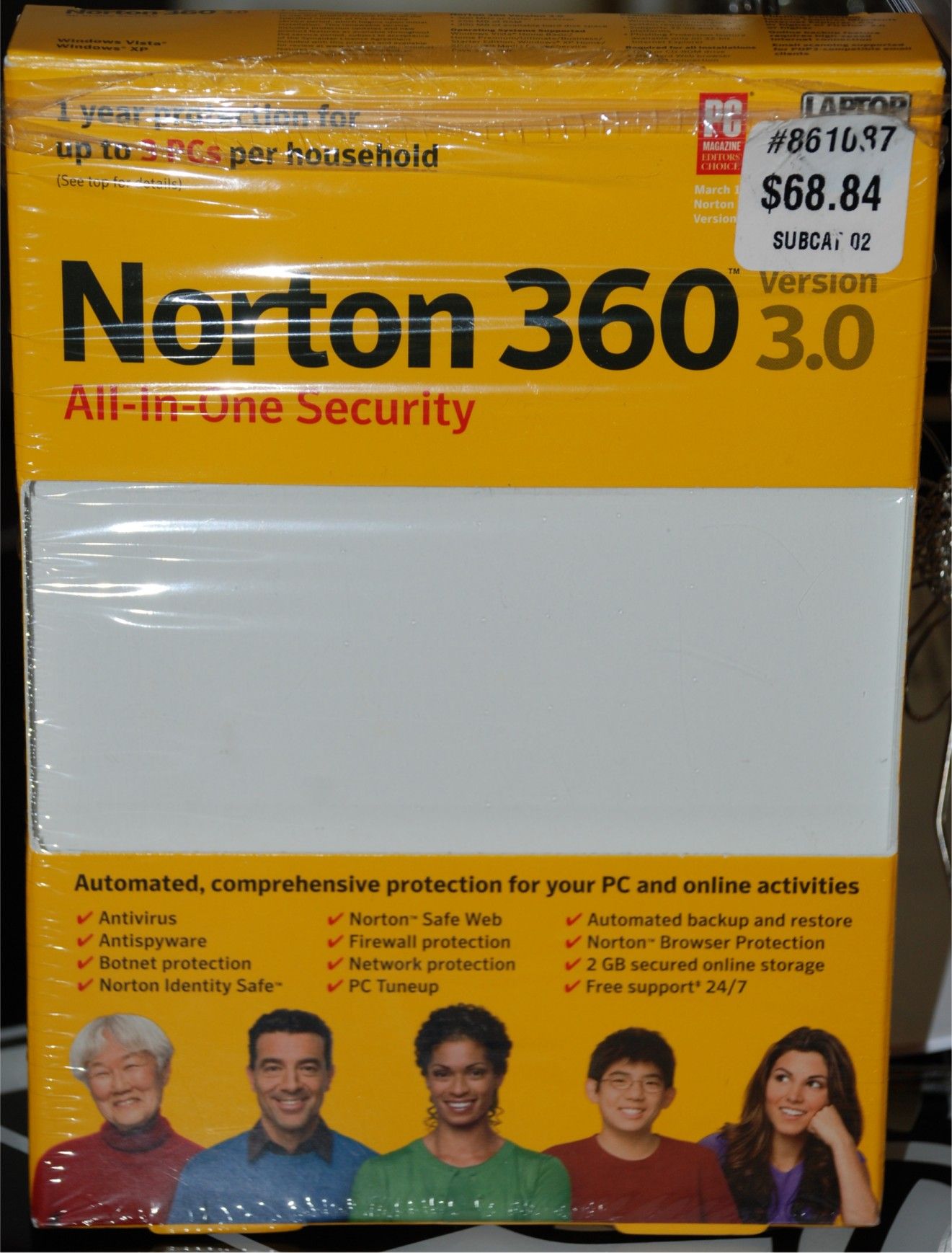
باکس آرت نورتون 360 نسخه 3.0

نسخه۳.۰ در ۴ مارس ۲۰۰۹ منتشر شد. این نسخه همان پایگاه کد نورتون اینترنت سکیوریتینورتون اینترنت سکیوریتی۲۰۰۹ استفاده میکرد. برای نسخه های قبلی، سیمنتک کد را به طور ویژه برای نورتون۳۶۰ بازنویسی کرد.
نسخه ۳.۰ با نورتون سیف وب همراه بود که قبلاً به عنوان یک سرویس مستقل عرضه شده بود. سیف وب با فایرفاکس و اینترنت اکسپلورر به عنوان یک نوار ابزار تلفیق می شد و دسترسی به سایت های بدافزار و کلاهبرداری را مسدود می کرد. این نوار ابزار همچنین شامل یک کادر جستجو می‌شد که عبارت‌های جستجو را از طریق موتور جستجوی اسک دات کام در جعبه تایپ می‌کند. نوار ابزار کد را با نوار ابزار اسک دات کام که توسط مک آفی ، ترند میکرو  و سایر فروشندگان آنتی ویروس به عنوان جاسوس افزار طبقه بندی شده بود، به اشتراک نمی گذاشت . به دلیل انتقاد از عملکرد جستجو، سیمنتک به اطلاع رساند که کادر جستجوی اسک دات کام در نسخه های بعدی نسخه ۳.۰  پنهان خواهد شد.
در این نسخه قابلیت بک آپ گیری از فایل ها در درایو فلش معرفی شد. فایل های ذخیره شده روی فلش مموری را می شد بدون نصب نورتون ۳۶۰ در رایانه دیگری کپی کرد. نورتون همچنین یک درایو مجازی در جستجوگر فایل ایجاد کرد که به کاربران اجازه می‌داد فایل‌های پشتیبان خود را که به صورت محلی یا آنلاین ذخیره شده‌اند سرچ کنند. کاربران می توانستند فایل های فردی را با استفاده از تکنیک کشیدن و رها کردن بازیابی کنند. یک مدیر برنامه راه‌اندازی در این نسخه قرار داده شده بود که به کاربران امکان می‌داد برنامه‌هایی را که هنگام ورود شروع می‌شوند کنترل کنند. برای تکمیل برنامه مدیریت برنامه ها، نورتون می توانست تأثیر برنامه ها را بر زمان ورود اندازه گیری کند.
مجله PC به فیلتر نادرست هرزنامه در نسخه ۳.۰ تاکیید داشت و این نسخه به اشتباه نیمی از نامه های معتبر را به عنوان هرزنامه(اسپم) در نظر میگرفت. مجله PC همچنین به یک جلسه پشتیبانی با یک تکنسین سیمنتک اشاره کرد که از برنامه shareware ضدبدافزار مالویربایتس برای حذف بدافزار از رایانه استفاده کرد و از آن به عنوان "برنامه آنلاین نورتون" یاد کرد. بحثی بر سر اینکه تکنسین به طور گمراه کننده ای از این برنامه به عنوان محصول سیمنتک یاد کرد، مطرح شد.

### نسخه ۴.۰
نسخه ۴.۰ در ۱۷ فوریه ۲۰۱۰ منتشر شد. این نسخه ویژگی های امنیتی جدید زیادی را در نورتون اینترنت سکیوریتینورتون اینترنت سکیوریتی۲۰۰۹نورتون اینترنت سکیوریتی۲۰۱۰ اضافه کرد . نسخه ۴ همچنین دارای یک تغییر رابط کاربری گرافیکی شد . رنگ‌های برجسته اکنون با آفتاب طلایی و مشکی نورتون اینترنت سکیوریتی جور میشد. آنتی اسپم هم که به طور گسترده مورد انتقاد قرار گرفته بود با Brightmail بسیار مؤثرتر جایگزین شد، که طبق گفته سیمنتک ۲۰٪ نتایج بهتری می داد و نیازی به آموزش نداشت.